# Fiat Marea
Fiat Marea — сімейний автомобіль, доступний у кузовах седан і універсал (Fiat Marea Weekend), що вироблявся італійським автомобілебудівником Fiat. Створені в 1996, моделі Marea по суті були різновидами хетчбеків Bravo і Brava. Моделі Marea замінили більш ранній Fiat Tempra, заснований на основі Fiat Tipo. У той час як наступником Marea Weekend став Fiat Stilo Multiwagon, версію седана в 2007 році замінив Fiat Linea.

## Виробництво і ринки

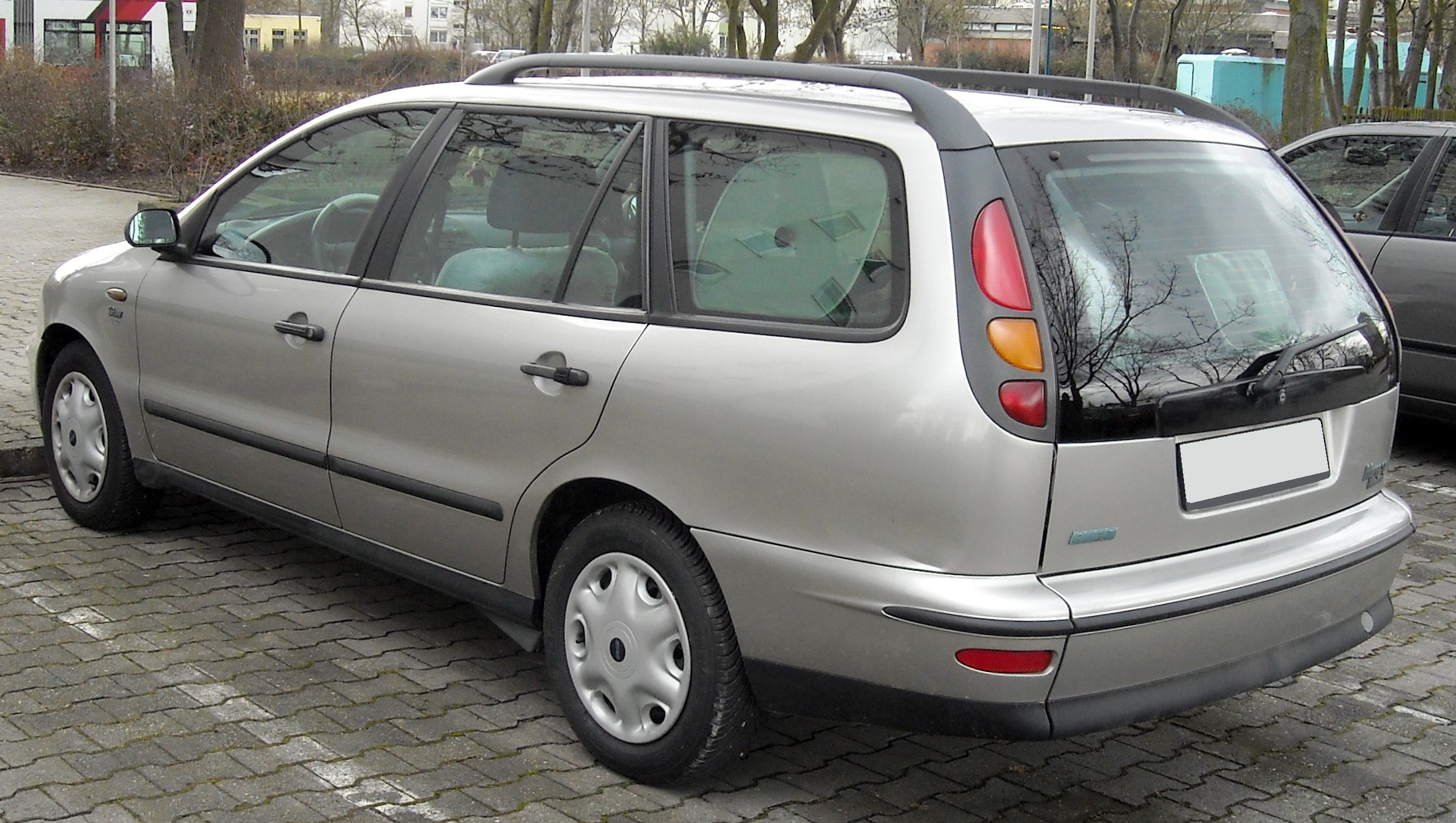
Fiat Marea Weekend (1996–2000)

Спочатку Marea вироблялися на заводах Кассіно і Маріфіорі Фіата в Італії. Пізніше вони також замінили Tempra на бразильських і турецьких (Tofaş) заводах, які в основному виробляють автомобілі для місцевих та інших ринків, що розвиваються.

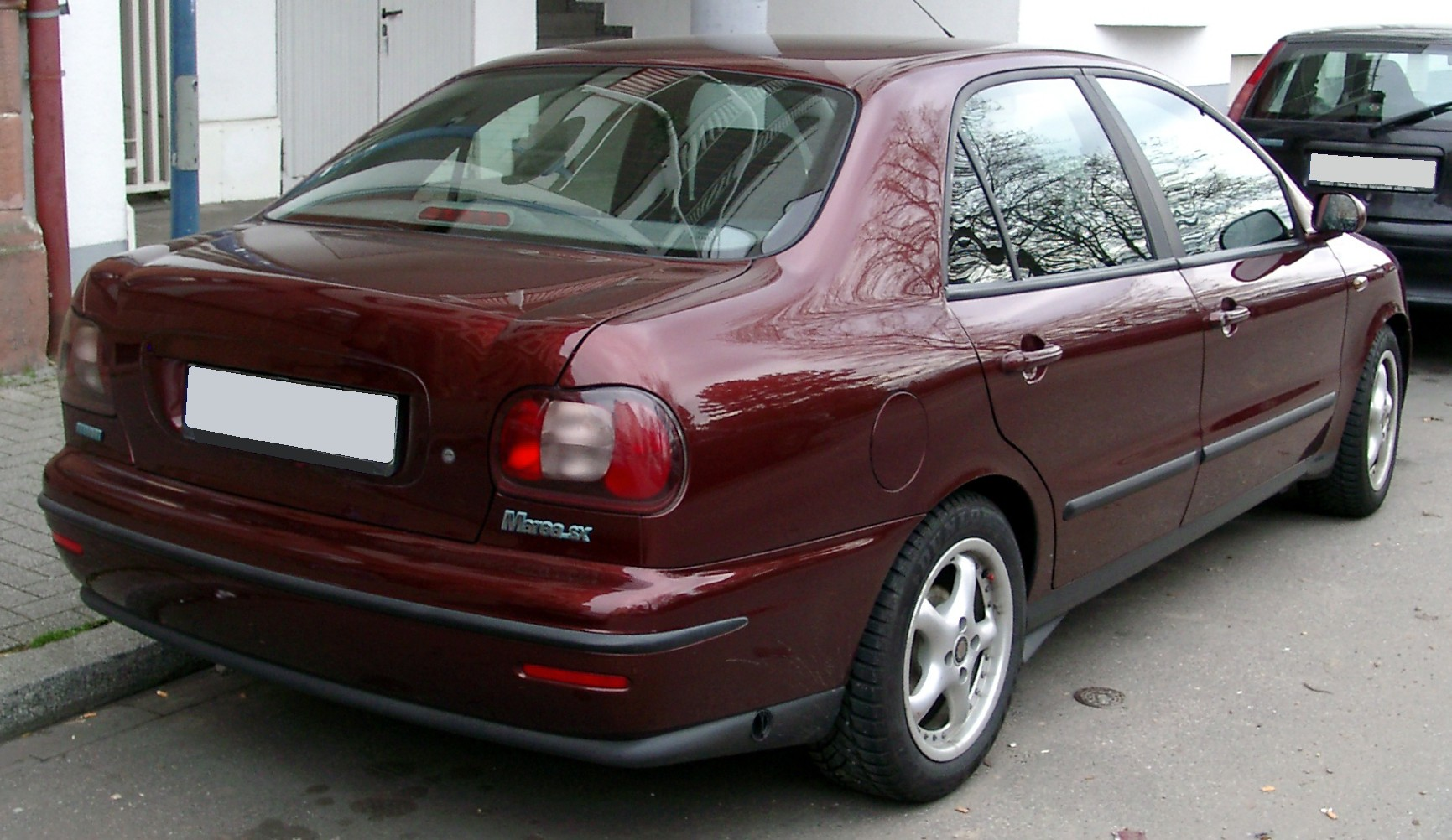
Fiat Marea

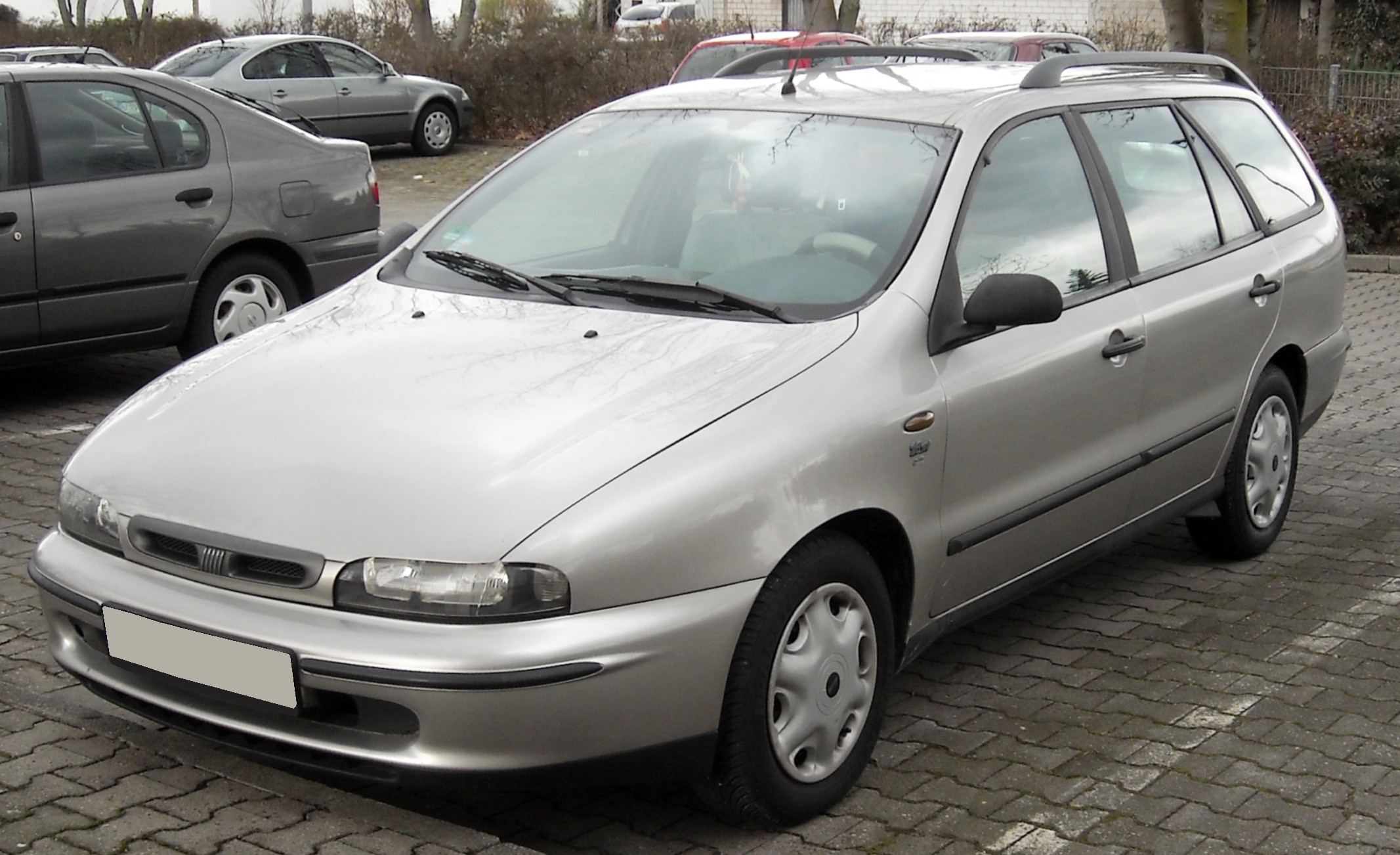
Fiat Marea Weekend (1996–2000)

В 2000 році модель модернізували, змінивши передній бампер і оснащення.
Бразильська версія піддалася рестайлінгу в 2001, коли вона отримала перепроектовану задню частину з задніми фарами, взятими від Lancia Lybra.
У Європі виробництво і продажі Marea припинилися в 2002, через рік після того як Bravo і Brava були замінені на Fiat Stilo. Універсали Marea були замінені універсалом Stilo, в той час як седан був виключений в цілому через відносно низьку популярність компактних седанів в Європі. Однак, Marea (в обох формах кузова) все ще вироблено в Туреччини і Бразилії для місцевого (і інших латиноамериканських) ринків.
У 2006 Marea був проведений ще один рестайлінг, вона отримуючи нову задню частину, і нову решітку, подібну в стилі до інших поточних моделей Фіата.
У середині 2007 припинилося бразильське виробництво Marea і Marea Weekend; їх наступник, Fiat Linea, виготовлявся з середини 2007.

## Двигуни
- 1.2 L I4
- 1.4 L I4
- 1.6 L I4
- 1.8 L I4
- 2.0 L I5
- 2.4 L I5
- 2.0 L I5 turbo
- 1.9 L JTD I4 turbo diesel
- 2.4 L JTD I5 turbo diesel
- 1.6 L I4 BiPower